# Guineu voladora d'Ontong Java
La guineu voladora d'Ontong Java (Pteropus howensis) és una espècie de ratpenat de la família dels pteropòdids. Viu a l'atol d'Ontong Java (Salomó. Se sap molt cosa sobre aquesta espècie, en gran part perquè no se n'ha capturat un exemplar des de l'any 1945. Està amenaçada per fenòmens meteorològics extrems i la pujada del nivell del mar.